# Ratchet & Clank: Going Commando
Ratchet & Clank: Going Commando (в Австралии и во многих странах региона PAL известна как Ratchet and Clank: Locked and Loaded) — видеоигра в жанре платформер для приставки Playstation 2, разработанная Insomniac Games и изданная Sony Interactive Entertainment, вышедшая в 2003 году. Является продолжением игры 2002 года Ratchet & Clank. Позднее игра была переиздана для PlayStation 3 и PlayStation Vita с улучшенной графикой в составе Ratchet & Clank Collection.

## Игровой процесс
Игра представляет собой платформер с видом от третьего лица. Игрок управляет ломбаксом по имени Рэтчет, который обладает ключом Omniwrench в качестве оружия ближнего боя, а также различным оружием и устройствами дальнего боя, которые получает по ходу игры. Оружие получило систему развития. Появилась возможность приобрести апгрейды оружия, среди которых, например, есть модули шока и кислоты.
Также появился режим доспехов. На некоторых уровнях можно найти торговца, у которого можно купить броню. Каждые доспехи защищают Рэтчета всё сильнее и усиливают урон. Также урон усиливают две новые замены ключа, последнюю из них Рэтчет будет использовать в следующей серии.
Также было добавлено управление космическим кораблём. На таких уровнях Рэтчет может стрелять лазерными пушками из корабля, а также ракетами. Если получить координаты рынка Слима Когнито, можно залететь к нему и приобрести улучшения, такие как торпеды и электромины, апгрейд щита и тройной реактивный двигатель.
Прочими добавлениями являются сражения на арене, гонки на ховербайках, полёты на планёре и левитаторе и поиски сокровищ. Также на планете Болдан можно войти в Музей Insomniac.

## Сюжет
Действие игры происходит год спустя после событий предыдущей игры. Рэтчет и Кланк дают интервью в программе «За героем» (англ. Behind the Hero), как внезапно прямо посреди передачи их телепортирует к себе на базу некий Мистер Физзвиджет (англ. Mr. Fizzwidget), основатель и глава корпорации МегаКорп (англ. MegaCorp), которая расположена в далёкой галактике Богон (англ. Bogon Galaxy). Он предлагает Рэтчету интересную работу, полную приключений и опасности: дело в том, что из его лаборатории был похищен самый ценный эксперимент — маленький пушистый зверёк. Личность вора пока не установлена, но, судя по последним сведениям, он находится на воздушной базе на планете Аранос (англ. Aranos). Однако Кланк от задания отказался и остался в выданной корпорацией квартире на планете Эндако (англ. Endako).
Спустя две недели тренировок, Рэтчету удалось проникнуть на базу, но вор в маске скрылся вместе с экспериментом. Вор также похитил Кланка. После ожесточённой схватки Рэтчету удалось и спасти Кланка, и отобрать эксперимент у вора. Но после того, как они отдали эксперимент Мистеру Физзвиджету, тот «случайно» разбил их корабль и выкинул их посреди пустыни. Во время встречи с вором, с него слетела маска, под которой оказалась девушка-ломбакс Анджела. Она сказала, что раньше работала в МегаКорпе, но с его главой стало твориться что-то неладное, а также рассказала, что этот зверёк хоть и милый, но в состоянии возбуждения становится смертельно опасным. Меж тем в новостях сообщали о Капитане Кварке, его приговорили к штрафу в шесть миллиардов болтов и посадили в тюрьму, но через пару дней он сбежал через унитаз и скрылся и теперь никто не знает, где он находится.
Тем временем, МегаКорп начала активное клонирование эксперимента — хорошо разрекламированный милый зверёк, уже известный как Протопитомец (англ. Protopet), обзавёлся миллионами копий. Рэтчет, Кланк и Анджела штурмуют штаб МегаКорпа, но в последний момент Мистер Физзвиджет снимает костюм и под ним оказывается Капитан Кварк. Он потерял всё, после того, как все узнали о его предательстве благодаря Рэтчету и Кланку и всё это время он мечтал отомстить. Кварк берёт троицу в плен и зовёт телевизионщиков, чтобы вернуть себе славу. Миллионы зрителей слушают Кварка, тот рассказывает, что волны бед и несчастий вызваны вот этим кошмарным зверем, он имеет в виду эксперимент, а виновны во всём Рэтчет, Кланк и Анджела. Он демонстрирует своё устройство Геликс-о-Морф (англ. Helix-O-Morph), которое срабатывает не так, как он рассчитывал. Вместо этого зверь вырастает на пять метров в величину, съедает Кварка и исчезает в дебрях МегаКорпа. Рэтчету удаётся остановить его. Настоящий мистер Физзвиджет, освободившись, быстро прекращает процесс клонирования, возвращает эксперименту, выплюнувшего Кварка, былой вид.

## Разработка
Разработка игры началась через пять месяцев после выхода первой части. В августе 2002 года, Insomniac Games разрабатывали дизайн новой игры, в то время как всё ещё исправляли программные ошибки в первой части. Основными новыми идеями, которые должны были произвести сильное впечатление на игроков, стали ролевые элементы, сферические планеты и сражения в космосе. По словам вице президента Insomniac по программированию Брайана Хастингса, источником вдохновения для создания небольших планет стала сказка «Маленький принц». Разработка игры заняла 10 месяцев, на это время штат Insomniac был увеличен с 40 до 80 человек.

## Оценки прессы
| Сводный рейтинг       | Сводный рейтинг                     |
| Агрегатор             | Оценка                              |
| --------------------- | ----------------------------------- |
| GameRankings          | 90,64 %                             |
| Metacritic            | 90/100                              |
| Иноязычные издания    |                                     |
| Издание               | Оценка                              |
| 1UP.com               | A                                   |
| Eurogamer             | 9/10                                |
| Game Informer         | 9,5/10                              |
| GamePro               | [ 10 ]                              |
| GameSpot              | 8,8/10                              |
| GameSpy               | [ 12 ]                              |
| GameZone              | 9,4/10                              |
| IGN                   | 9,4/10                              |
| Русскоязычные издания |                                     |
| Издание               | Оценка                              |
| «Страна игр»          | 8,5/10                              |
| Награды               |                                     |
| Издание               | Награда                             |
| IGN                   | Top 25 PS2 Games of All Time (11th) |
| IGN                   | Игра месяца (ноябрь 2003)           |

Игра была тепло встречена критиками, оценка на сайте-агрегаторе GameRankings составила 90,64 %, а на Metacritic 90 из 100.
Журналист IGN отметил, что несмотря на то, что первая часть казалась набитой контентом, в этой игре контента ещё больше и разработчикам удалось улучить все аспекты игры. Рецензент из издания Eurogamer отметил, что игра производит потрясающее впечатление и её будут вспоминать с большей любовью чем, вышедший в том же году, Jak II. Gamespot посчитал, что Ratchet & Clank 2 больше похожа на пакет миссий к оригинальной игре, чем на новую игру, но тем не менее это всё ещё отличная игра.